# Iridoideae
Iridoideae e biljna potporodica, dio porodice perunikovki. Sastoji se od 5 tribusa. Najpoznatiji rodovi su perunika, rogoz ljiljan i tigrov cvijet.

## Rodovi
1. Tribus Irideae Kitt.
  1. Subtribus Iridineae
    1. Dietes Salisb. (6 spp.), dietes
    2. Iris L. (317 spp.), perunika.

  2. Subtribus Ferrariineae
    1. Ferraria Burm. ex Mill. (18 spp.), ferarija
    2. Bobartia L. (17 spp.)
    3. Moraea Mill. (232 spp.), moreja
2. Tribus Sisyrinchieae Klatt
  1. Orthrosanthus Sweet (9 spp.), ortrozantus
  2. Libertia Spreng. (14 spp.), libercija
  3. Solenomelus Miers (2 spp.), solenomelus
  4. Olsynium Raf. (17 spp.)
  5. Tapeinia Comm. ex Juss. (1 sp.)
  6. Sisyrinchium L. (196 spp.), sisirinhijum, rogoz ljiljan
3. Tribus Trimezieae Ravenna
  1. Pseudiris Chukr & A. Gil (1 sp.)
  2. Pseudotrimezia R. C. Foster (23 spp.)
  3. Neomarica Sprague (32 spp.), nejomarika
  4. Deluciris A. Gil & Lovo (2 spp.)
  5. Trimezia Salisb. ex Herb. (17 spp.)
4. Tribus Tigridieae Kitt.
  1. Larentia Klatt (3 spp.)
  2. Cipura Aubl. (7 spp.)
  3. Lethia Ravenna (1 sp.)
  4. Salpingostylis Small (1 sp.)
  5. Nemastylis Nutt. (5 spp.)
  6. Herbertia Sweet (9 spp.), herbercija
  7. Calydorea Herb. (20 spp.)
  8. Cypella Herb. (35 spp.), cipela
  9. Onira Ravenna (1 spp.),
  10. Alophia Herb. (6 spp.)
  11. Phalocallis Herb. (1 spp.)
  12. Eleutherine Herb. (2 spp.)
  13. Hesperoxiphion Baker (3 spp.)
  14. Gelasine Herb. (5 spp.)
  15. Mastigostyla I. M. Johnst. (29 spp.)
  16. Ennealophus N. E. Br. (5 spp.)
  17. Cobana Ravenna (1 sp.)
  18. Tigridia Juss. (65 spp.), tigrov cvijet